# Dallas Cowboys 2002
La stagione 2002 dei Dallas Cowboys è stata la 43ª della franchigia nella National Football League. Fu la terza consecutiva terminata con un record di 5-11 e l'ultima di Emmitt Smith con la squadra, che nella settimana 8 contro i Seattle Seahawks divenne il recordman di tutti i tempi per yard corse in carriera

## Calendario

### Stagione regolare
| Turno | Data               | Avversario             | Risultato          | Pubblico           |                    |
| ----- | ------------------ | ---------------------- | ------------------ | ------------------ | ------------------ |
| 1     | 8/9/2002           | at Houston Texans      | S 19–10            | 69,604             |                    |
| 2     | 15/9/2002          | Tennessee Titans       | V 21–13            | 62,527             |                    |
| 3     | 22/9/2002          | at Philadelphia Eagles | S 44–13            | 65,537             |                    |
| 4     | 29/9/2002          | at St. Louis Rams      | V 13–10            | 66,165             |                    |
| 5     | 6/10/2002          | New York Giants        | S 21–17            | 63,447             |                    |
| 6     | 13/10/2002         | Carolina Panthers      | V 14–13            | 61,773             |                    |
| 7     | 20/10/2002         | at Arizona Cardinals   | S 9–6              | 59,702             |                    |
| 8     | 27/10/2002         | Seattle Seahawks       | S 17–14            | 63,854             |                    |
| 9     | 3/11/2002          | at Detroit Lions       | S 9–7              | 61,789             |                    |
| 10    | Settimana di pausa | Settimana di pausa     | Settimana di pausa | Settimana di pausa | Settimana di pausa |
| 11    | 17/11/2002         | at Indianapolis Colts  | S 20–3             | 57,057             |                    |
| 12    | 24/11/2002         | Jacksonville Jaguars   | V 21–19            | 62,204             |                    |
| 13    | 28/11/2002         | Washington Redskins    | V 27–20            | 63,606             |                    |
| 14    | 8/12/2002          | San Francisco 49ers    | S 31–27            | 64,097             |                    |
| 15    | 15/12/2002         | at New York Giants     | S 37–7             | 78,698             |                    |
| 16    | 21/12/2002         | Philadelphia Eagles    | S 27–3             | 63,209             |                    |
| 17    | 29/12/2002         | at Washington Redskins | S 20–14            | 84,142             |                    |